# Клещи (манёвр)

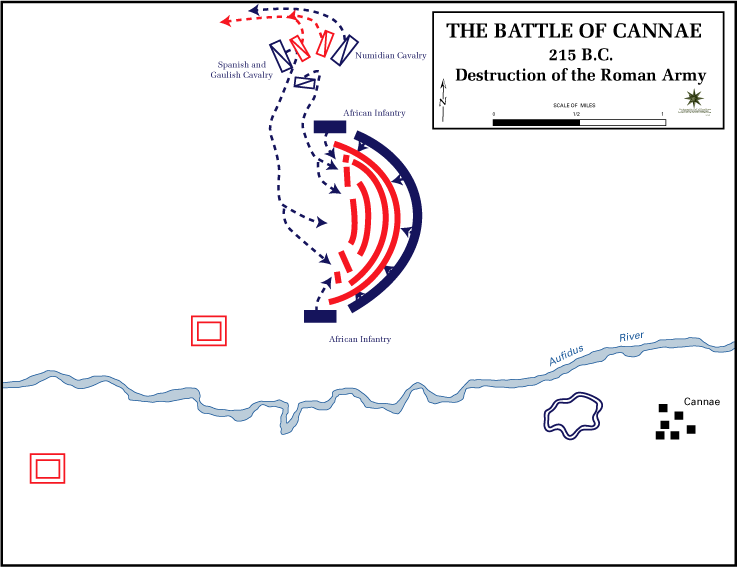
Уничтожение войск Римской республики карфагенянами под командованием Ганнибала в Битве при Каннах

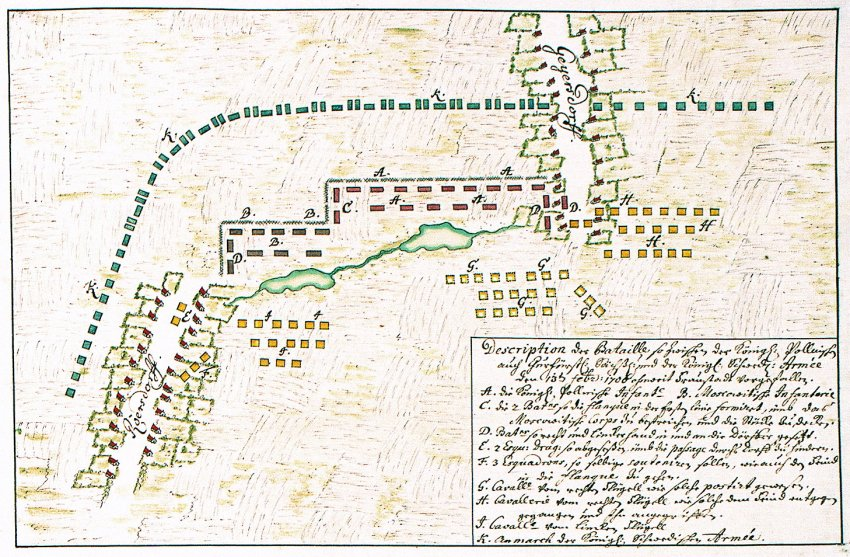
Боевой порядок под Фрауштадтом

«Клещи» — жаргонное название охвата или двойного охвата — манёвра в военном деле.
Это один из базовых элементов военной стратегии, использовавшийся во многих войнах. Манёвр охвата («клещи») выполняется двумя подвижными группировками войск, которые одновременно охватывают оба фланга войск менее подвижного противника. При этом особое внимание уделяется синхронизации действий охватывающих войск. В результате успешного охвата вражеские силы могут попасть в окружение.
Клещи использовались Петром I в битве под Полтавой в 1709 году, Сулейманом Великолепным при Мохаче в 1526 году. Очень успешно при численном превосходстве противника клещи были применены турками-сельджуками при Манцикерте в 1071 году и генерал-фельдмаршалом Реншёльдом под Фрауштдтом в 1706 году.